# Romik Khachatryan
Romik Khachatryan (armeană Ռոմիկ Խաչատրյան) (n. 23 august 1978) este un jucător de fotbal armean, în prezent legitimat la echipa de fotbal greacă AE Paphos. În Liga I a evoluat la Unirea Urziceni și U Cluj.

## Titluri
| Sezon   | Club                 | Titlu                |
| ------- | -------------------- | -------------------- |
| 1995-96 | Pyunik Erevan        | Prima Ligă (Armenia) |
| 1996-97 | Pyunik Erevan        | Prima Ligă (Armenia) |
| 1996    | Pyunik Erevan        | Cupa Armeniei        |
| 2006-07 | Anorthosis Famagusta | Cupa Ciprului        |